# ب‌ام‌و سری ۳ (ای۴۶)
نسل چهارم ب‌ام‌و سری ۳ (انگلیسی: BMW 3 Series) خودرویی بود که حد فاصل سالهای ۱۹۹۷ تا ۲۰۰۶ توسط ب‌ام‌و عرضه می‌شد. این خودرو شامل بدنه‌های زیر است:
- ۴ در سدان
- ۲ در کوپه
- ۲ در خودروی کروکی
- ۵ در استیشن واگن (عرضه به نام «تورینگ»)
- ۳ در هاچ‌بک (عرضه به نام «سری ۳ کامپکت»)

BMW E46 یکی از خودرو های اسطوره ای تکرار نشدنی کمپانی BMW هست که اسطور بودن این خودرو دوست داشتی را میتوان به پیست نوربرگ رینگ و مسابقه لمانز 24 ساعت برنامه تخت گاز اشاره کرد ویژگی تمام چرخ محرک برای بار آخر در ب‌ام‌و سری ۳ (ای۳۰) استفاده شده بود. اما در این نسل نسخه‌های 325xi, 330xi و 330xd شامل این ویژگی می‌شدند.
طراحی این خودرو موتور جلو، طول آن در حالت طبیعی ۴٬۴۷۰–۴٬۴۹۰ میلیمتر (۱۷۶٫۰–۱۷۶٫۸ اینچ) و عرض آن در حالت طبیعی ۱٬۷۴۰–۱٬۸۱۰ میلیمتر (۶۸٫۵–۷۱٫۳ اینچ) و ارتفاع آن در حالت طبیعی ۱٬۴۱۰–۱٬۴۴۰ میلیمتر (۵۵٫۵–۵۶٫۷ اینچ) و وزن آن در حالت طبیعی ۱٬۳۸۵–۱٬۷۷۰ کیلوگرم (۳٬۰۵۳–۳٬۹۰۲ پوند) است. سیستم جعبه‌دندهٔ آن ۵ دنده به دو صورت خودکار و دستی است.

## نگارخانه

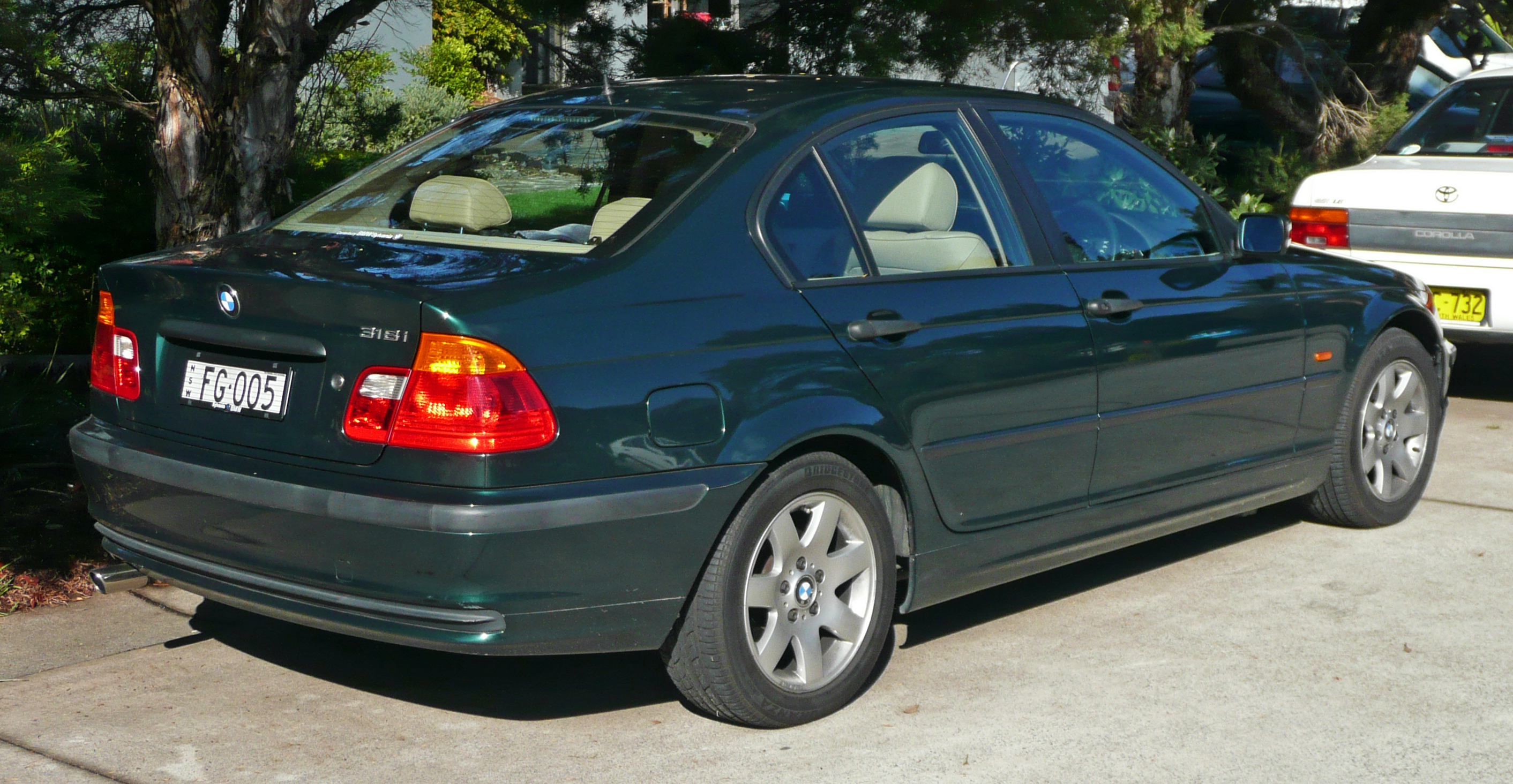
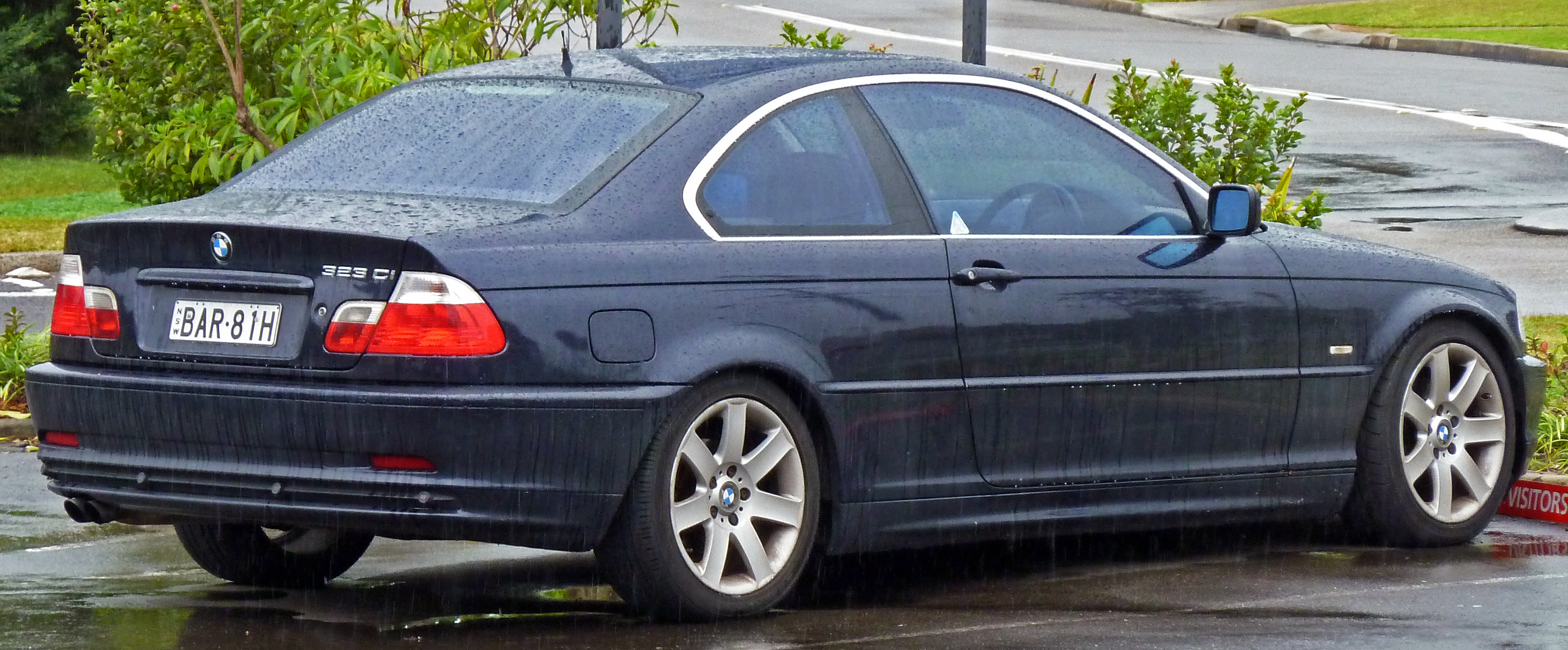
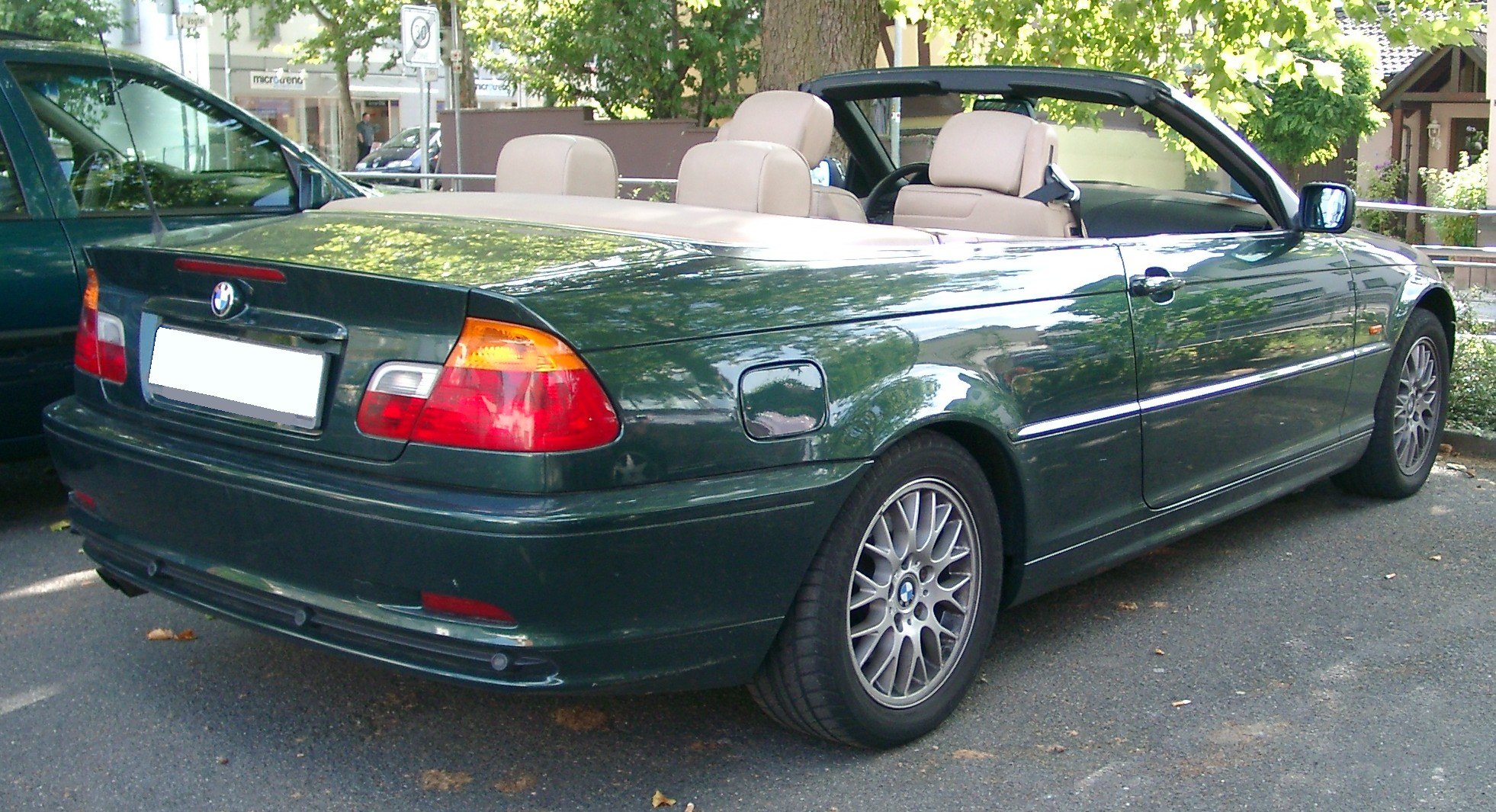
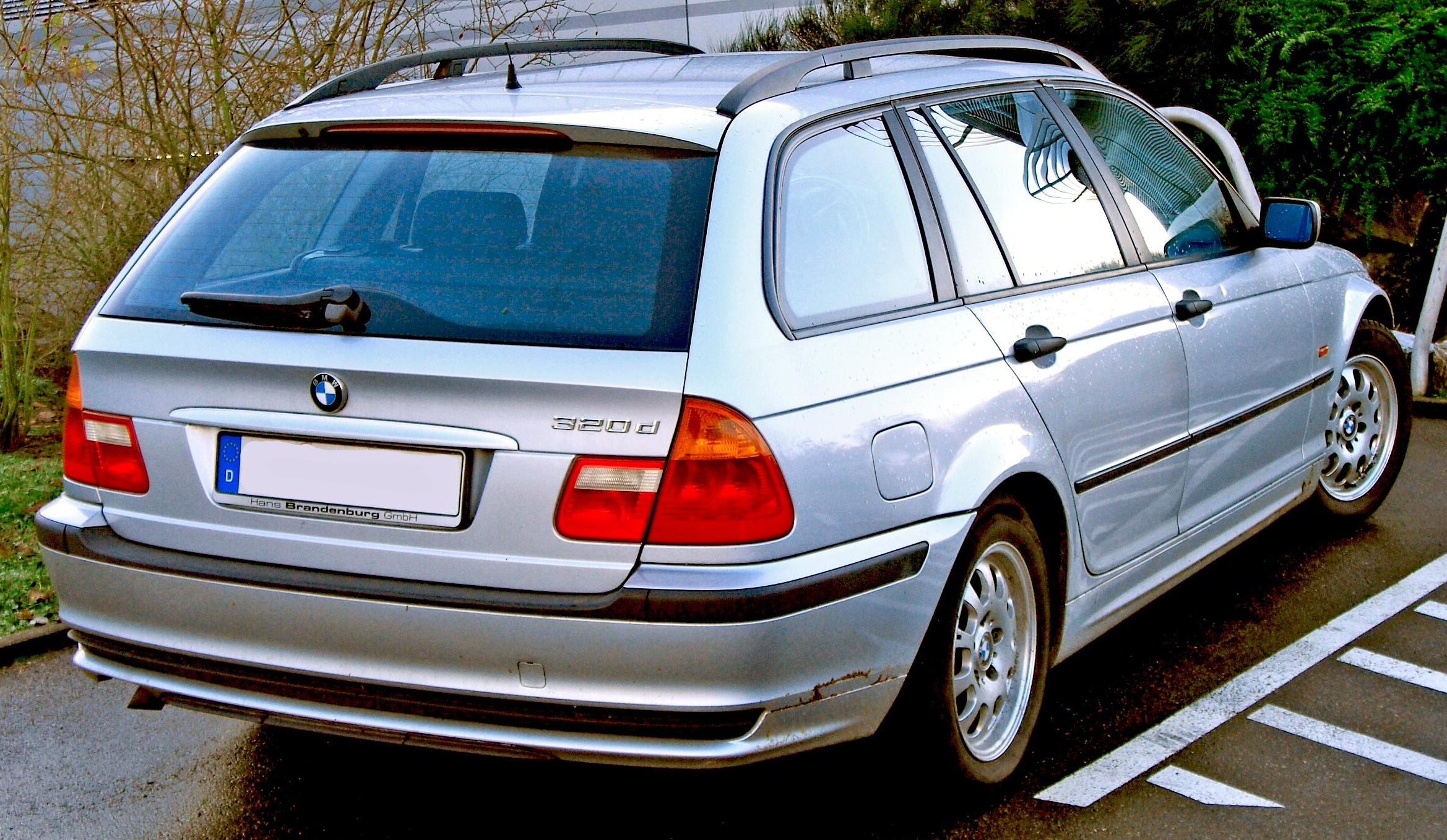
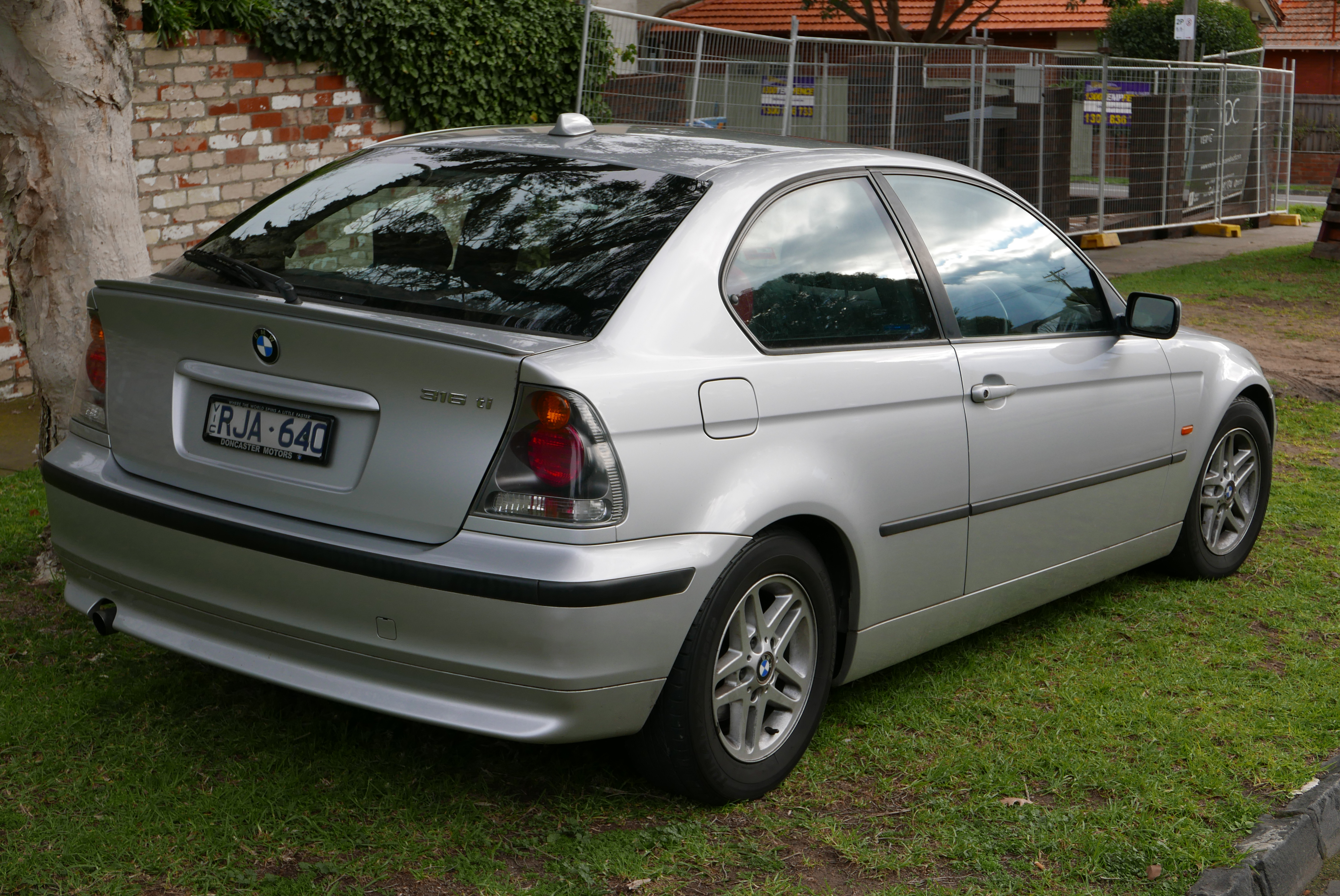